# سرخیو آریباس
سرخیو آریباس (زاده ۳۰ سپتامبر ۲۰۰۱) بازیکن فوتبال اهل اسپانیا است که برای باشگاه فوتبال آلمریا بازی می‌کند. وی در تاریخ ۸ فوریه سال ۲۰۲۳ در نیمه‌نهایی جام باشگاه‌های جهان در بازی رئال مادرید - الاهلی مصر در دقیقه ۶+۹۰ به زمین آمد و پس از ۲۸ ثانیه موفق به گل‌زنی شد تا رکورد سریع‌ترین گل‌زن تعویضی این رقابت را برای خود به‌ثبت برساند.

## دوران حرفه ای
سرخیو آریباس برای اولین بار در سال ۲۰۲۰ برای رئال مادرید مقابل رئال سوسیداد به میدان رفت.

## آمار حرفه ای
تا تاریخ ۴ ژوئن ۲۰۲۳
| عملکرد    | عملکرد             | عملکرد             | لیگ       | لیگ       | جام      | جام      | قاره‌ای | قاره‌ای | دیگر | دیگر | مجموع | مجموع |
| فصل       | باشگاه             | لیگ                | بازی      | گل        | بازی     | گل       | بازی   | گل     | بازی | گل   | بازی  | گل    |
|           |                    |                    | لیگ کشوری | لیگ کشوری | جام حذفی | جام حذفی | اروپا  | اروپا  | دیگر | دیگر | مجموع | مجموع |
| --------- | ------------------ | ------------------ | --------- | --------- | -------- | -------- | ------ | ------ | ---- | ---- | ----- | ----- |
| ۲۰۱۹–۲۰۲۰ | رئال مادرید کاستیا | سگوندا دیویسیون بی | ۰         | ۰         | ۰        | ۰        | ۱۰     | ۲      | ۰    | ۰    | ۱۰    | ۲     |
| ۲۰۲۰–۲۰۲۱ | رئال مادرید کاستیا | سگوندا دیویسیون بی | ۱۵        | ۳         | ۰        | ۰        | ۰      | ۰      | ۰    | ۰    | ۱۵    | ۳     |
| جمع       | جمع                | جمع                | ۱۵        | ۳         | ۰        | ۰        | ۱۰     | ۲      | ۰    | ۰    | ۳۵    | ۵     |
| ۲۰۲۰–۲۰۲۱ | رئال مادرید        | لالیگا             | ۸         | ۰         | ۰        | ۰        | ۲      | ۰      | ۰    | ۰    | ۱۰    | ۰     |
| ۲۰۲۲–۲۰۲۳ | رئال مادرید        | لالیگا             | ۲         | ۰         | ۱        | ۰        | ۱      | ۱      | ۰    | ۰    | ۴     | ۱     |
| مجموع     | مجموع              | مجموع              | ۲۵        | ۳         | ۱        | ۰        | ۱۳     | ۳      | ۰    | ۰    | ۳۹    | ۶     |

### آمار پاس گل
| فصل       | تیم                | پاس گل |
| --------- | ------------------ | ------ |
| ۲۰۱۹-۲۰۲۰ | رئال مادرید کاستیا | ۵      |
| ۲۰۲۰–۲۰۲۱ | رئال مادرید کاستیا | ۱      |
| جمع       | جمع                | ۶      |

## افتخارات
- لیگ قهرمانان نوجوانان اروپا: ۲۰۲۰–۲۰۲۱
- جام باشگاه های جهان : 2022